# MVP Final Four Ligi Mistrzów FIBA
MVP Final Four Ligi Mistrzów FIBA – nagroda przyznawana co sezon najbardziej wartościowemu zawodnikowi rozgrywek final four play-off koszykarskiej Ligi Mistrzów prowadzonej przez organizację FIBA. Liga reprezentuje trzeci poziom międzynarodowych męskich rozgrywek koszykarskich w Europie. Nagroda jest przyznawana od sezonu 2016/2017.

## Laureaci
| Sezon | Zawodnik        | Pozycja          | Nar.              | Klub                     | Przypisy |
| ----- | --------------- | ---------------- | ----------------- | ------------------------ | -------- |
| 2017  | Marius Grigonis | niski skrzydłowy | Litwa             | Iberostar Tenerife       | [ 1 ]    |
| 2018  | Mike Green      | rozgrywający     | Stany Zjednoczone | AEK Ateny                | [ 2 ]    |
| 2019  | Kevin Punter    | rozgrywający     | Stany Zjednoczone | Segafredo Virtus Bolonia | [ 3 ]    |